# Eliano (nombre)
Eliano es un nombre propio masculino poco popular de origen griego, su significado se asocia a la raíz griega Ηλιακός: (íliós) que significa “Sol” o “Resplandor”
En la etimología griega Helios, o Helius, era el dios del Sol, que montaba un carro dorado que traía al Sol cada día a través de los cielos desde el este (Etiopía) al oeste (Hespérides) 

## Equivalencias en otros idiomas
| Idioma           | Variante        |
| ---------------- | --------------- |
| Español          | Eliano          |
| Inglés           | Elian           |
| Catalán          | Elià            |
| Arameo           | էլիանո (Eliano) |
| Bahasa Indonesia | Eliano          |
| português        | Eliano          |